# Jan Apon (acteur)
Johannes Adrianus (Jan) Apon (Rotterdam, 26 oktober 1907 – Amsterdam, 1 februari 1993) was een Nederlands acteur en auteur.
Apon was een leerling van Jules Verstraete en Albert Vogel sr. Hij maakte zijn toneeldebuut in het gezelschap van Verstraete. Daarna legde hij zich toe op de voordrachtskunst. In 1939 ging hij aan de slag bij de Vereenigde Haagsche Spelers. Hij was daarnaast actief in meer dan honderd hoorspelen en schreef tevens scenario's voor radio en televisie. Hij kreeg wijdere bekendheid door zijn optreden in vele jeugdseries op de Nederlandse televisie.

## Filmografie
- 1955: Het wonderlijke leven van Willem Parel
- 1960: Pipo en de Bibberhaai (serie)
- 1960: John Brown
- 1962: Lijmen
- 1962: Mik & Mak (serie)
- 1964: Herrie om Harrie (serie)
- 1965: Swiebertje (serie)
- 1965: Vrouwtje Bezemsteel (serie)
- 1966: Tim Tatoe (serie)
- 1969: Floris (serie)
- 1969: Oebele (serie)
- 1974: De dief
- 1975: De dag waarop de paus gekidnapt werd (blijspel)
- 1977: Uit de wereld van Guy de Maupassant (serie)